# Championnat du Japon de football 1989-1990
Le Championnat du Japon de football 1989-1990 est la vingtième-cinquième édition de la Japan Soccer League. La saison a débuté le 7 octobre 1989 et s'est achevée le 8 avril 1990. 
En D2, la poule unique est réintroduite au détriment des groupes régionaux Est-Ouest. 

## Classement de la première division
| Pos | Club                | Pts | J  | G  | N | D  | Bp | Bc | Diff | Note           |
| --- | ------------------- | --- | -- | -- | - | -- | -- | -- | ---- | -------------- |
| 1   | Nissan              | 47  | 22 | 14 | 5 | 3  | 44 | 26 | ＋18 | Champion       |
| 2   | Yomiuri S.C.        | 46  | 22 | 13 | 7 | 2  | 36 | 16 | ＋22 |                |
| 3   | ANA                 | 40  | 22 | 11 | 7 | 4  | 34 | 19 | ＋15 |                |
| 4   | Furukawa Electric   | 38  | 22 | 10 | 8 | 4  | 25 | 16 | ＋9  |                |
| 5   | Yamaha Motors       | 34  | 22 | 9  | 7 | 6  | 23 | 19 | ＋4  |                |
| 6   | Honda Giken         | 32  | 22 | 10 | 2 | 10 | 32 | 29 | ＋3  |                |
| 7   | Yanmar Diesel       | 27  | 22 | 6  | 9 | 7  | 20 | 23 | －3  |                |
| 8   | Nippon Kokan        | 24  | 22 | 5  | 9 | 8  | 16 | 32 | －16 |                |
| 9   | Toshiba             | 20  | 22 | 4  | 8 | 10 | 20 | 28 | －8  |                |
| 10  | Matsushita Electric | 19  | 22 | 4  | 7 | 11 | 24 | 31 | －7  |                |
| 11  | Fujita Industries   | 17  | 22 | 4  | 5 | 13 | 17 | 30 | －13 | Relégués en D2 |
| 12  | Hitachi             | 13  | 22 | 3  | 4 | 15 | 12 | 26 | －24 | Relégués en D2 |

## Classement des buteurs de la D1
| Pos | Joueur                  | Nombre de buts |
| --- | ----------------------- | -------------- |
| 1   | Carlos Renato Frederico | 17             |
| 2   | Akihiro Nagashima       | 15             |
| 3   | Nobuhiro Takeda         | 13             |
| 4   | Hisashi Kurosaki        | 11             |

## Classement de la deuxième division
| Pos | Club                   | Pts | J  | G  | N  | D  | Bp | Bc | Diff | Note                          |
| --- | ---------------------- | --- | -- | -- | -- | -- | -- | -- | ---- | ----------------------------- |
| 1   | Mitsubishi Motors      | 70  | 30 | 22 | 4  | 4  | 89 | 25 | ＋64 | Champion de D2, promu en D1   |
| 2   | Toyota Motors          | 69  | 30 | 22 | 3  | 5  | 84 | 26 | ＋58 | Promu en D1                   |
| 3   | Mazda                  | 67  | 30 | 20 | 7  | 3  | 62 | 20 | ＋42 |                               |
| 4   | Kyoto Shiko Club       | 60  | 30 | 17 | 9  | 4  | 61 | 28 | ＋33 |                               |
| 5   | Fujitsu                | 55  | 30 | 17 | 4  | 9  | 58 | 35 | ＋23 |                               |
| 6   | Sumitomo               | 52  | 30 | 14 | 10 | 6  | 50 | 27 | ＋23 |                               |
| 7   | Tanabe Pharmaceuticals | 52  | 30 | 15 | 7  | 8  | 44 | 36 | ＋8  |                               |
| 8   | Kawasaki Steel         | 49  | 30 | 14 | 7  | 9  | 47 | 23 | ＋24 |                               |
| 9   | NTT Kanto              | 47  | 30 | 13 | 8  | 9  | 41 | 32 | ＋9  |                               |
| 10  | Cosmo Oil              | 32  | 30 | 8  | 8  | 14 | 38 | 39 | －1  |                               |
| 11  | Toho Titanium          | 27  | 30 | 6  | 9  | 15 | 26 | 56 | －30 |                               |
| 12  | Kofu Club              | 24  | 30 | 5  | 9  | 16 | 25 | 51 | －26 |                               |
| 13  | Yawata Steel           | 24  | 30 | 7  | 3  | 20 | 29 | 68 | －39 |                               |
| 14  | Osaka Gas              | 19  | 30 | 5  | 4  | 21 | 17 | 78 | －61 |                               |
| 15  | Mazda Auto Hiroshima   | 12  | 30 | 3  | 3  | 24 | 30 | 87 | －57 | Relégués en séries régionales |
| 16  | Teijin S.C. Matsuyama  | 11  | 30 | 2  | 5  | 23 | 16 | 86 | －70 | Relégués en séries régionales |